# 1977 في النمسا
فيما يلي قوائم الأحداث التي وقعت خلال عام 1977 في النمسا.

## أفلام
من الأفلام التي صدرت هذه السنة في النمسا:
- 1 يناير – ليلة موسيقية قصيرة من إخراج هارولد برنس.

## مواليد

### يناير
- 2 يناير – ستيفان كوبيك لاعب كرة مضرب نمساوي.

### أبريل
- 25 أبريل – توماس آينفالر حكم كرة قدم نمساوي.

### يونيو
- 4 يونيو – أليكس مانينغر لاعب كرة قدم نمساوي.

### يوليو
- 30 يوليو – يورغن باتوكا لاعب كرة قدم نمساوي.

### أغسطس
- 24 أغسطس – يورغن ماتشو لاعب كرة قدم نمساوي.

### نوفمبر
- 18 نوفمبر – ستيفاني هايدنير لاعبة كرة مضرب نمساوية.

## وفيات

### فبراير
- 6 فبراير – هيرمان فيلسنر (مواليد 1889)

### يونيو
- 1 يونيو – رودولف فيتلاسيل (مواليد 1912) لاعب كرة قدم تشيكي.